# 3865 Ліндблум
3865 Ліндблум (3865 Lindbloom) — астероїд головного поясу, відкритий 13 січня 1988 року.
Тіссеранів параметр щодо Юпітера — 3,514.